# San José de los Arroyos
San José de los Arroyos è una città del Paraguay, situata nel dipartimento di Caaguazú, a 102 km dalla capitale del paese, Asunción.

## Popolazione
Al censimento del 2002 la città contava una popolazione urbana di 5.027 abitanti (15.299 nell'intero distretto).

## Caratteristiche
Fondata nel 1780 da Pedro Melo de Portugal y Villena, la città ebbe come suo primo nome quello di San José de los dos Arroyos (in italiano “San Giuseppe dei due Torrenti”). Ha come sua principale attività l'agricoltura, ed in particolar modo la coltivazione di canna da zucchero.